# Orvanne
Orvanne è un comune francese soppresso del dipartimento di Senna e Marna nella regione dell'Île-de-France. Creato il 1º gennaio 2015 dalla fusione dei comuni di Moret-sur-Loing e Écuelles si è a sua volta fuso il 1º gennaio 2016 con i comuni di Épisy e Montarlot per formare il nuovo comune di Moret Loing et Orvanne.